# Future plc
Future plc — міжнародна мультимедійна компанія, заснована у Великобританії в 1985 році. Компанія має понад 220 брендів, які охоплюють журнали, інформаційні бюлетені, веб-сайти та події в таких сферах, як відеоігри, технології, фільми, музика, фотографія, будинок і знання. Зілла Бінг-Торн є генеральним директором з 2014 року. Компанія зареєстрована на Лондонській фондовій біржі та входить до складу індексу FTSE 250.

## Історія

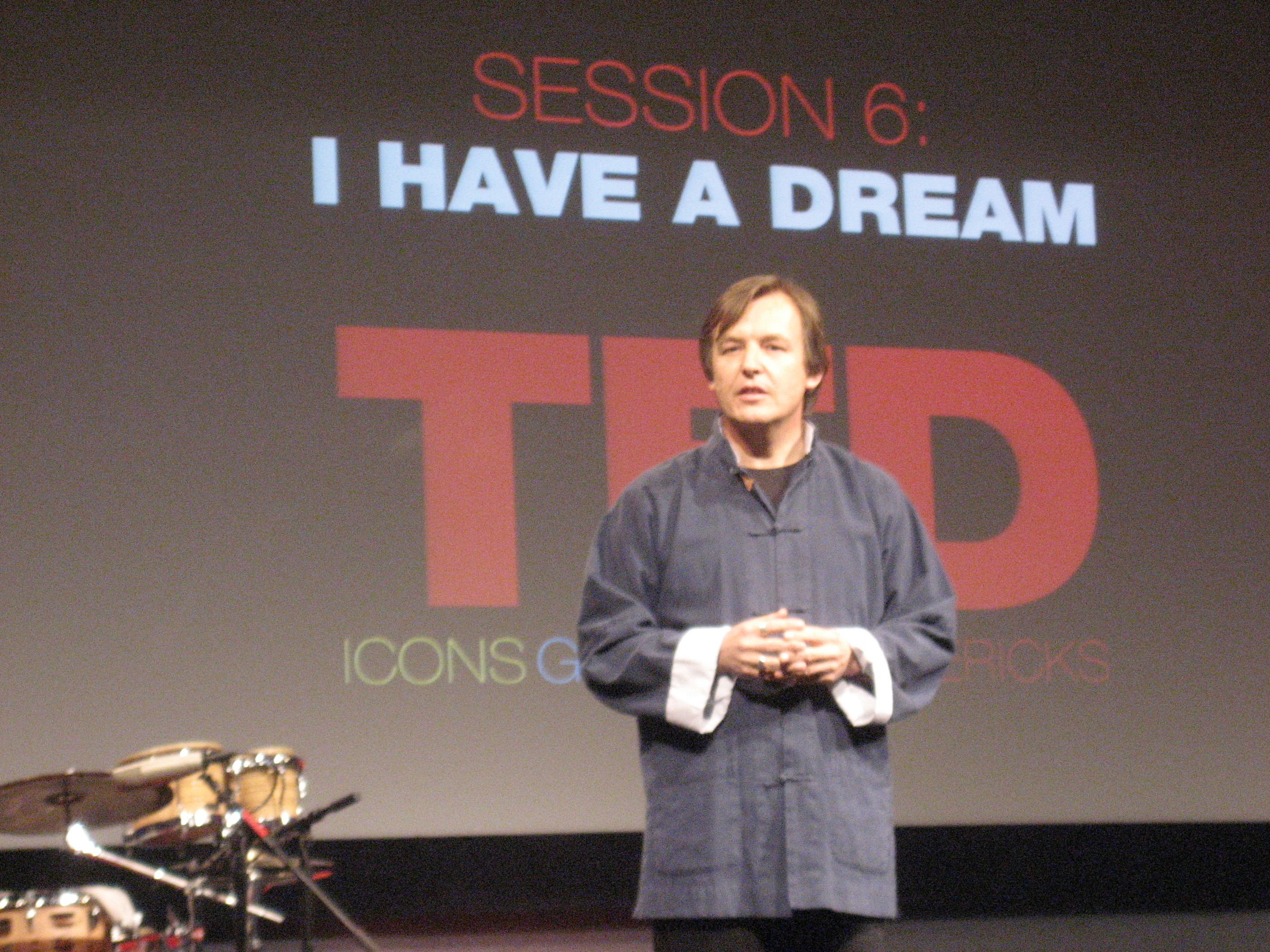
Засновник Future Кріс Андерсон у 2007 році

### 1985–2012 роки
Компанію було засновано як Future Publishing у Сомертоні, Сомерсет, Англія, у 1985 році Крісом Андерсоном із єдиним журналом Amstrad Action. Першим нововведенням було розміщення безкоштовного програмного забезпечення на обкладинках журналів; вони були першою компанією, яка це зробила. У 1994 році вона придбала GP Publications, заснувавши Future US. З 1995 по 1997 рік компанія видавала Arcane, журнал, який здебільшого зосереджувався на настільних іграх.
Андерсон продав Future компанії Pearson plc за 52,7 мільйона фунтів стерлінгів у 1994 році, але купив її ще в 1998 році разом із виконавчим директором Future Грегом Інгамом і Apax Venture Partners за 142 мільйони фунтів стерлінгів. Компанія була предметом первинного розміщення акцій у 1999 році. Андерсон покинув Future у 2001 році.

### 2012–2015 роки
Future опублікував офіційні журнали для консолей усіх трьох основних виробників ігрових консолей (Microsoft, Nintendo та Sony); однак PlayStation: Офіційний журнал припинив публікацію в листопаді 2012 року, а офіційний журнал Nintendo припинив публікацію в жовтні 2014 року.
У компанії був період відмови від друкованих засобів масової інформації на користь цифрових засобів масової інформації, закриття багатьох видань і продаж інших. У січні 2012 року Future продала свої американські споживчі музичні журнали, включаючи Guitar World і Revolver, NewBay Media за 3 мільйони доларів. У квітні 2013 року компанія завершила продаж основних компонентів своїх британських медіа-музичних брендів за £10,2 млн компанії Team Rock Ltd. У вересні 2013 року, але купив їх назад за 800 000 фунтів стерлінгів у 2017 році після того, як Team Rock перейшла до адміністрації.
У серпні 2013 року Future придбала дві австралійські комп’ютерні фірми, і TechLife у Bauer Media Group.
У березні 2014 року було оголошено, що 1 квітня 2014 року фінансовий директор компанії Зілла Бінг-Торн стане четвертим генеральним директором компанії за дев’ять років після того, як Марк Вуд, який був генеральним директором з 2011 року, пішов у відставку.

### 2016–тепер
У 2016 році Future почала розширювати портфоліо друкованих та веб-просторів шляхом серії придбань. Вона придбала Blaze Publishing, щоб диверсифікуватися на ринку зйомок, і придбала Noble House Media, щоб збільшити свій інтерес до телекомунікаційних ЗМІ. Після цього 21 жовтня 2016 року Future завершила купівлю конкуруючого видавця спеціалізованих журналів Imagine після отримання дозволу від Управління з питань конкуренції та ринків. У 2018 році Future здійснила нові великі придбання. Він купив бренди, FourFourTwo , Practical Caravan і Practical Motorhome від Haymarket. Future придбала NewBay Media, видавця численних телевізійних, професійних відео та системної інтеграції, а також кілька споживчих музичних журналів. Це придбання повернуло більшість американських споживчих музичних журналів до Future, за винятком Revolver, який був проданий Project Group M LLC у 2017 році.
У лютому 2019 року Future придбала Mobile Nations, включаючи Android Central, iMore, Windows Central і Thrifter, за 115 мільйонів доларів. Future також придбала ProCycling і CyclingNews.com у Immediate Media.
У листопаді 2020 року Future домовилася про поглинання GoCo plc за 594 мільйони фунтів стерлінгів, відомого своїм веб-сайтом для порівняння цін Gocompare.com.
У серпні 2021 року вона придбала 12 журналів, у тому числі The Week і Computer Active, у Dennis Publishing.

## Бренди
Портфель брендів Future значною мірою спрямований на технології та ігри, включаючи TechRadar, PC Gamer, Tom's Guide, Tom's Hardware, Marie Claire, GamesRadar+, CinemaBlend, Android Central і Windows Central. Станом на жовтень 2022 року Comscore оцінює Future як 44-ту найпопулярнішу медіакомпанію серед користувачів зі Сполучених Штатів після Conde Nast і Netflix.